# Мілош Беджицький
Мілош Беджицький (пол. Miłosz Biedrzycki, псевдонім — MLB; *6 серпня 1967, Копер, Словенія) — поет, перекладач, інженер-геофізик. Один із найвідоміших авторів так званого «покоління brulion'у» (Марцін Светлицький, Яцек Подсядло, Марцін Сендецький, Гжегож Врублевський та ін.).
Редагував часопис brulion, публікувався у виданнях Tygodnik Powszechny, Czas Kultury, Nowy Nurt, Boston Review. Лауреат багатьох літературних премій. Твори перекладено англійською, російською, словенською, українською мовами. Перекладає з англійської та словенської мов.
Племінник словенського поета Томажа Шаламуна.

## Творчість

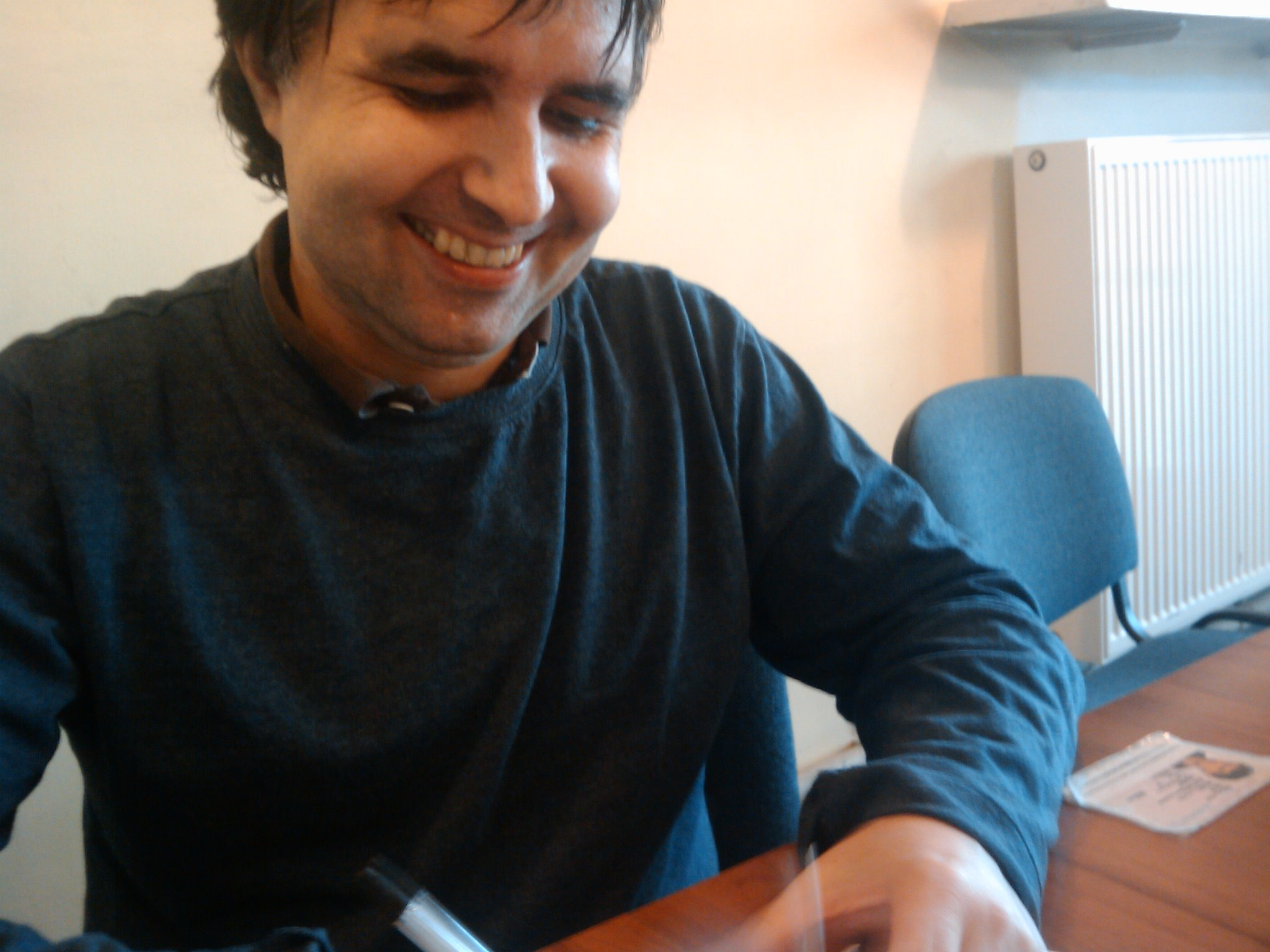
Мілош Беджицький

### Поезія
- *, 1993
- OO, 1994
- Pył/Łyp, 1997
- No i tak, 2002
- Sonce na asfaltu/Słońce na asfalcie/Il sole sull'asfalto, 2003
- 69, 2006
- wygrzebane, 2007
- Sofostrofa i inne wiersze, 2007
- Życie równikowe, 2010
- 1122 do 33, 2012
- Porumb, 2013

## «Акслоп»
Декілька віршів Мілоша Беджицького перекладено українською, зокрема твір, який літературознавці часто називають програмним у творчості поета — «Акслоп». Як легко здогадатися, назвою вірша стало прочитане навпаки слово «Польща» рідною мовою автора.